# Vasili Blochin
Vasili Michailovitsj Blochin (Russisch: Васи́лий Миха́йлович Блохи́н) (Gavrilovo, 7 januari 1895 – Moskou, 3 februari 1955) was een Russische generaal-majoor van de NKVD die een belangrijke rol speelde als ‘beul’ bij het ten uitvoer brengen van Jozef Stalins Rode Terreur.

## Leven
Blochin was van boerenkomaf en diende tijdens de Eerste Wereldoorlog in het tsaristische leger. Na de Russische Revolutie stapte hij over naar het Rode Leger en vocht hij als onderofficier in de Russische Burgeroorlog. In 1921 trad hij toe tot de Tsjeka (de voorloper van de NKVD) en van 1924 tot 1953 hield hij zich bezig met executies binnen het kader van Stalins terreur- en zuiveringspolitiek. Blochin was in het bijzonder verantwoordelijk voor de terechtstellingen in de Loebjanka-gevangenis, waarmee tevens voor de executies van de vele prominente oud-bolsjewieken die veroordeeld werden tijdens Moskouse Processen (en die hij vaak persoonlijk uitvoerde). In 1940 nam hij de executies tijdens het bloedbad van Katyn ter hand.
De Britse historicus Simon Sebag Montefiore schrijft over dat laatste in zijn boek Stalin; het hof van de rode tsaar: “Er was maar één man die deze taak aankon: Blochin. Hij reisde naar het kamp Ostatsjkov, waar hij (met de broers Vasili en Ivan Zjigarev) een barak in orde maakte, voorzag van geluidsdichte muren en besloot om 250 executies per nacht uit te voeren. Hij bracht een slagersschort en -pet mee die hij opzette, terwijl hij begon aan een van de grootste massamoorden die ooit door een enkel individu gepleegd zijn: in precies 28 dagen doodde hij 7000 mensen, waarbij hij een Duits Walther-pistool gebruikte om toekomstige ontmaskering te voorkomen”.
Kort na het bloedbad ontving hij de Orde van de Rode Banier, als waardering voor het opknappen van het ‘vuile werk’, hetgeen door Stalin als een eervolle partijdienst werd beschouwd.
Generaal-majoor Blochin ging na Stalins dood met pensioen en werd daarbij door Lavrenti Beria geprezen om zijn ‘onberispelijke dienstverlening’. Na de val van Beria werd hem in november 1954 zijn rang afgenomen en hij stierf, lijdend aan alcoholisme, op 3 februari 1955.